# Brigada al-Tawhid
A Brigada al-Tawhid (em árabe: لواء التوحيد, translit. Liwa al-Tawhid, lit. 'Brigada da Unicidade'), nomeada com base em Tawhid, a "unicidade de Deus" — mas muitas vezes mal traduzida como Brigada da Unidade — era um grupo insurgente envolvido na Guerra Civil Síria.
A Brigada al-Tawhid formou-se em 2012, era reportadamente sustentada pelo Catar e foi considerada um dos maiores grupos no norte da Síria, dominando grande parte da insurgência em Alepo. Filiados à Irmandade Muçulmana, coassinaram no final de 2013 uma declaração conjunta clamando pela charia e rejeitando a autoridade da Coalizão Nacional Síria.
Originalmente, a al-Tawhid era composta por três subunidades: a Brigada Fursan al-Jabal, a Brigada Daret Izza e a Brigada Ahrar al-Shamal. Seu líder, Abdul Qader Saleh, morreu no final de 2013, em um devastador ataque aéreo pelo Exército Sírio. Seu ramo setentrional, a Brigada Ahrar al-Shamal, foi supostamente suplantado pelo Batalhão do Sol do Norte (Kata'eb Shams ash-Shamal).

## Ramos
A Brigada al-Tawhid era organizada em três ramos:
- A Brigada Ahrar al-Shamal, que por ser a maior subunidade da Brigada al-Tawhid estava presente no corredor de Kilis e assumiu a liderança de várias subunidades em al-Bab, a leste de Alepo. Posteriormente, fez parte da Frente dos Revolucionários da Síria por um curto período.[21]
- A Brigada Fursan al-Jabal, que operava no sudoeste da Província de Alepo, perto da fronteira com a Província de Idlib e da cidade de Atarib.[22]
- A Brigada Daret Izza, cujo nome remete à cidade de Daret Izza e cuja operação é feita provavelmente na área ocidental da cidade de Alepo.[8]

Por volta de junho de 2013, a Brigada al-Tawhid foi reorganizada em cerca de 30 sub-facções.
Em novembro de 2013, os Batalhões Islâmicos de Al-Safwa abandonaram a Brigada de Al-Tawhid.
Em 2 de março de 2014, a Brigada da Tempestade do Norte anunciou que iria se juntar à Frente Islâmica, sob a liderança da Brigada de al-Tawhid.
Em algum ponto, a facção rebelde Al-Fawj al-Awal também foi um grupo-membro.

## História

### Formação
A Brigada al-Tawhid foi formada em 2012, a fim de coordenar a Batalha de Alepo e com o objetivo declarado de fundar um "estado civil na Síria com o Islão sendo a principal fonte de legislação."

### Atividade
Em novembro de 2012, a Brigada al-Tawhid anunciou seu apoio à Coalizão Nacional Síria, mas exigiu uma maior representatividade no grupo. A liderança da Brigada reivindicou "um Estado civil cuja base da legislação seja a fé islâmica, mas que respeitasse todos os grupos [minoritários] da Síria". Eles, assim, implicitamente rejeitaram a afirmação anterior que haviam feito com outras facções locais, na qual clamaram por um Estado islâmico no país e denunciaram a Coalização Nacional Síria como sendo um "projeto conspiratório".
Em 10 janeiro de 2013, a Brigada al-Tawhid anunciou em seu website que havia se tornado um membro da Frente Islâmica de Libertação da Síria.
Em maio de 2013, o canhão infernal, uma arma de fogo artesanal em formato de morteiro, projetada e construída pela Brigada Ahrar al-Shamal, foi mencionado pela primeira vez na imprensa.
Em junho de 2013, a Brigada al-Tawhid enviou mais de 300 combatentes, sob o comando de Saleh e do Obaidi do Conselho Militar de Alepo, à Batalha de al-Qusayr.
Em 22 de setembro de 2013, a Brigada al-Tawhid juntou-se à coalização Frente Islâmica, um grupo formado principalmente por membros da Frente de Libertação da Síria, que leva este último a ser oficialmente dissolvido no processo.
Em 24 de setembro de 2013, a Brigada al-Tawhid coassinou uma declaração com onze outros grupos rebeldes, na qual apelou pela charia e, aliando-se à al-Qaeda, rejeitou a autoridade da Coalizão Nacional Síria.

### Desintegração
Em 14 de novembro de 2013, um ataque aéreo da Força Aérea Síria bombardeou uma base do exército que estava sob comando da Brigada al-Tawhid, matando o comandante Youssef al-Abbas e ferindo outros dois; entre eles, o comandante da Brigada, Abdul Qader Saleh. Saleh, posteriormente, morreu por conta dos ferimentos em um hospital turco.
Após a morte de Saleh, a Brigada al-Tawhid sofreu sérias divisões internas e perdeu uma quantidade significativa de membros, que migraram para outras facções rebeldes. A Brigada passou por uma redução marcante na assistência militar dos países do Golfo, pressionados pelos Estados Unidos a dar apoio mais moderado a grupos rebeldes.
Em outubro de 2014, muitos de seus afiliados no leste da província de Alepo tornaram-se extintos, reemergendo na forma de grupos independentes. O ramo setentrional, Ahrar al-Shamal, foi suplantado pelo Batalhão do Sol do Norte.
Seus combatentes foram uma parte fundamental na Frente do Levante em 2015. Em outubro de 2016, no entanto, quatro batalhões de rebeldes em Alepo, que usavam a bandeira da Brigada de al-Tawhid, abandonaram a Frente do Levante para se juntar ao Harakat Nour al-Din al-Zenki.